# Omszała Szczelina
Omszała Szczelina (D-3) – jaskinia w Dolinie Miętusiej w Tatrach Zachodnich. Wejście do niej położone jest w Ślepym Żlebie oddzielającym Harnasiowe Czuby od Twardej Ściany, w pobliżu Jaskini przy Grzędzie, na wysokości 1669 metrów n.p.m. Jaskinia jest pozioma, a jej długość wynosi 4,5 metrów.

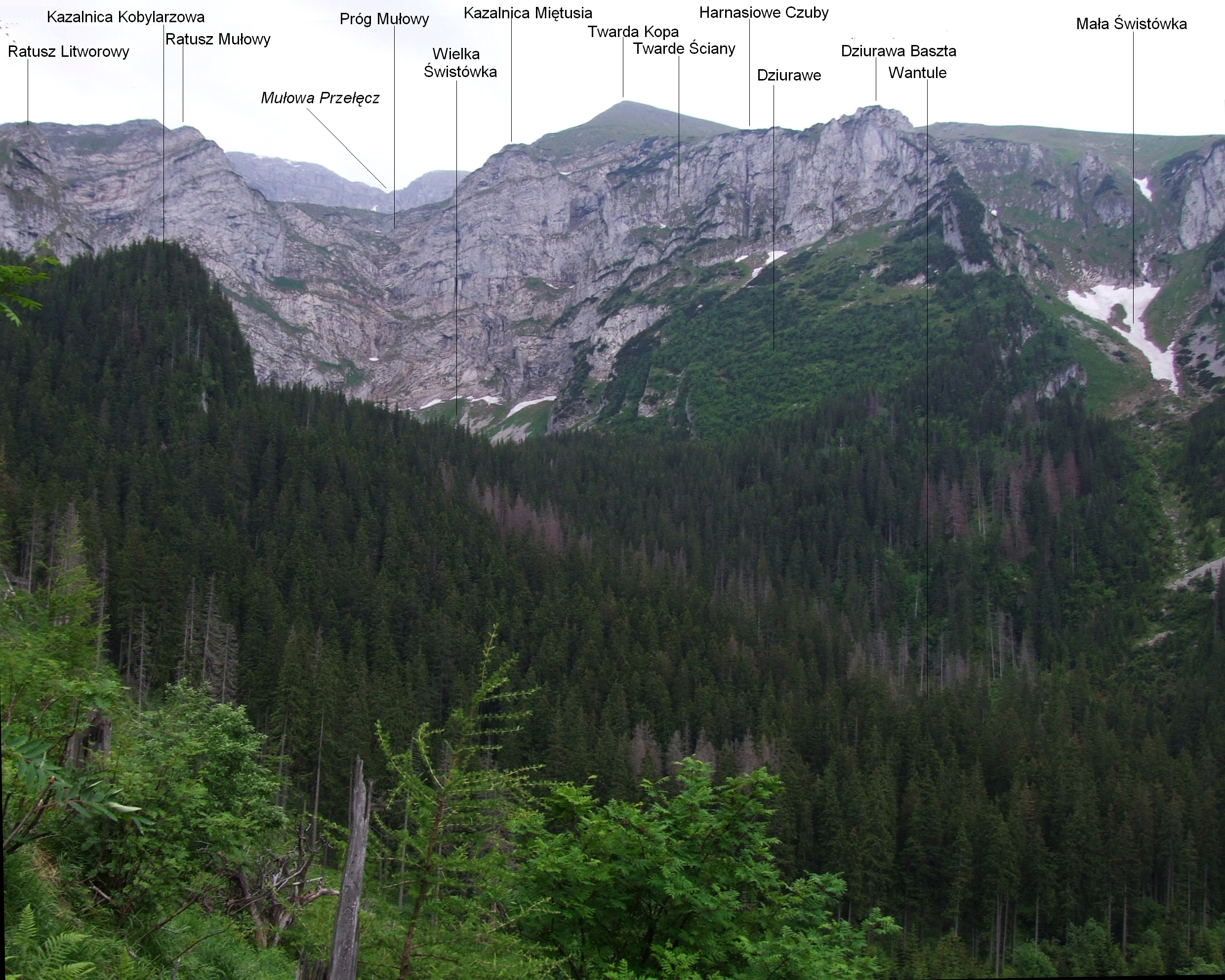
Widok ze szlaku turystycznego przez Kobylarzowy Żleb

## Opis jaskini
Jaskinię stanowi niski i wąski, szczelinowy korytarzyk zaczynający się w małym, trójkątnym otworze wejściowym i kończący szczeliną nie do przejścia.

## Przyroda
W jaskini brak jest nacieków. Ściany są mokre, rosną na nich mchy.

## Historia odkryć
Jaskinia została odkryta we wrześniu 1970 roku przez R. M. Kardasia i M. Rutkowskiego ze Speleoklubu Warszawskiego.